# جاستن بويد
جاستن بويد (بالإنجليزية: Justin Boyd)‏ هو شخصية أعمال وصيدلي وسياسي أمريكي، ولد في 1975 في الولايات المتحدة. حزبياً، نشط في الحزب الجمهوري. وقد انتخب عضو مجلس نواب أركنساس.

## وصلات خارجية
- الموقع الرسمي